# Thiersee
Thiersee es un municipio situado en el distrito de Kufstein, en el estado de Tirol, Austria. Tiene una población estimada, a inicios de 2023, de 3162 habitantes.
Está ubicado al noreste del estado, al este de la ciudad de Innsbruck —la capital del estado—, en el valle del río Eno y cerca de la frontera con Alemania (estado de Baviera), al norte.